# Distemper

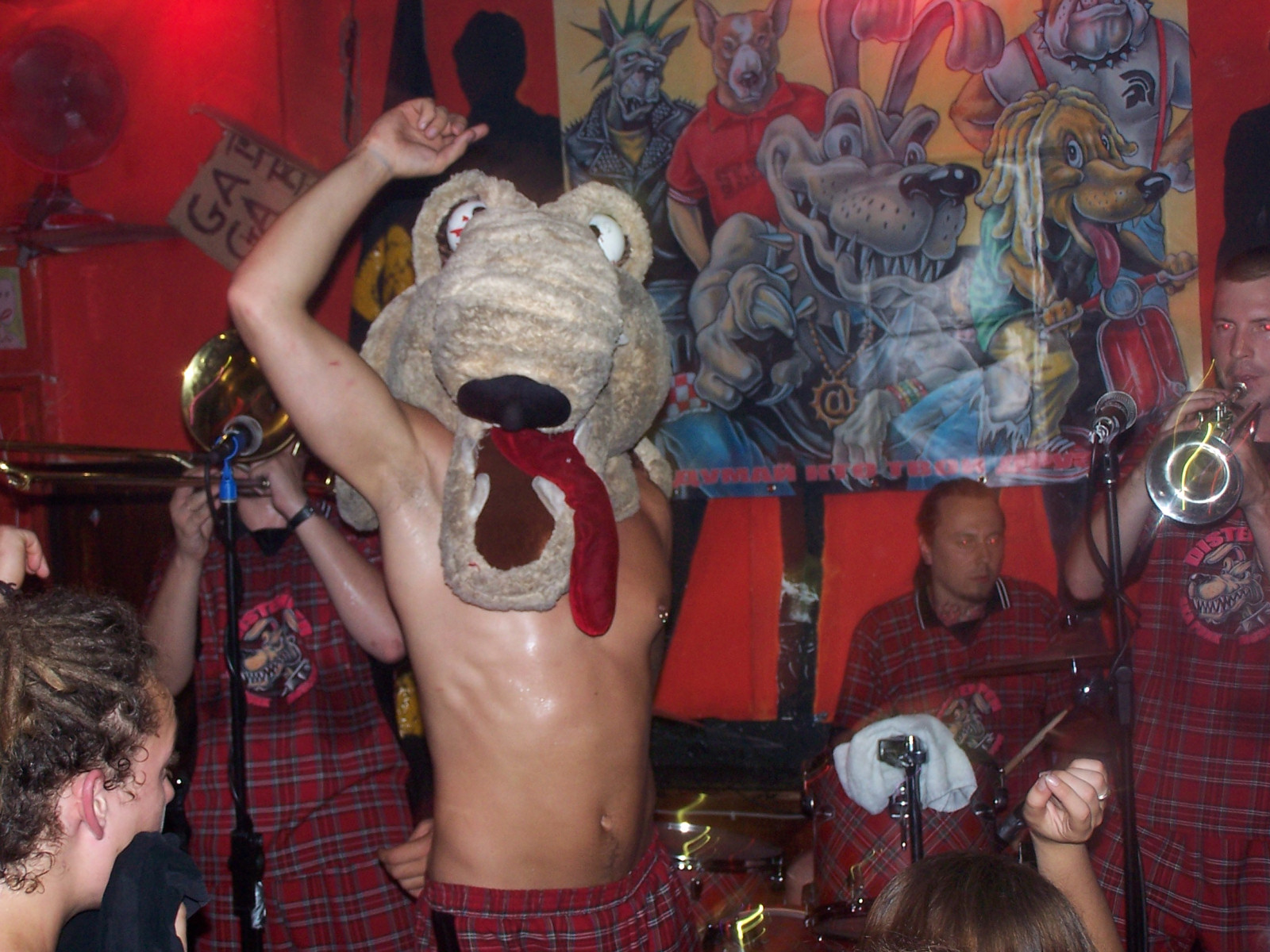
„Alex the dancing dog“ am 21. Juli 2005 in Köln

Distemper ist eine russische Ska-Punk-Band aus Moskau.

## Bandgeschichte
Distemper wurde am 4. September 1989 in Moskau von Nossaty, Bai und Kisel, die früher zusammen in der Band Krisisnoje Otdelenie (Krisenrevier) spielten, gegründet und trat zunächst auf lokalen Festivals und Konzerten auf. Stilistisch bewegte sich die Musik zwischen Thrash Metal und Punk. Zwei Jahre nach der Gründung nahm die junge Band ihr erstes Album auf, das allerdings wenig Erfolg hatte. 1992 wurde Distemper durch Dazent verstärkt, der die Sängerrolle übernahm und seitdem die meisten Texte schreibt. In neuer Besetzung nahm die Gruppe das zweite Album auf, mit dem sie auch außerhalb der Hauptstadt bekannt wurde, so durch Auftritte in Sankt Petersburg, Wolgograd, Kirow und anderen Städten Russlands.
1995 wandte sich die Band dem Ska-Punk zu. Aus diesem Grund wurde der Saxophonist Iljitsch aufgenommen. Bis 1998 wurden drei äußerst erfolgreiche Alben aufgenommen, unter anderem Face Control (1997). Obwohl die Band zu diesem Zeitpunkt schon sehr bekannt war, wurde das Ska-Punk-Ensemble erst 1998 durch Posaune und Trompete komplettiert.
Im Jahr 2002 ging Distemper erstmals auf Tour ins Ausland. Seitdem gastiert die Band fast jährlich im Sommer in Europa und ist mittlerweile zur im Ausland erfolgreichsten russischen Band Europas avanciert. Distemper trat unter anderem bei großen Festivals wie 15. Potsdamer Ska Fest und Force Attack auf.
Distemper arbeitet viel mit anderen Bands zusammen. So wurde 2003 ein gemeinsames Album mit der US-amerikanischen Band The Know How aufgenommen. Im Jahr 2006 erschien das Album Kogda rebjata objediniajutsia, das zusammen mit der russischen Punk-Rock-Band Tarakany aufgenommen wurde.
Die Songtexte von Distemper sind meistens sehr optimistisch, positiv und lebensfreudig. Die Bandbreite der Themen, mit denen sich die Texte der Band auseinandersetzen, ist groß, und reicht von Freizeitaktivitäten inklusive Musik und Chillen, über Freundschaft und Liebe bis hin zur gesellschaftskritischen Texten über Gewalt, Krieg und Rassismus.
Die beiden Alben Нам по... ! und Подумай, кто твои друзья werden unter freien Lizenzen verbreitet. Für Нам по... ! gilt dabei die Creative Commons-by-nc-sa Lizenz und für Подумай, кто твои друзья die Lizenz Freie Kunst.

## Spezielle Performance
Mittlerweile sind sie durch ihre ungewöhnliche Live-Performance auch außerhalb der Grenzen Russlands recht bekannt geworden. Besonders verhaltensauffällig ist dabei der „verrückte Hund“, der nicht nur über die Bühne tobt, sondern auch den ganzen Veranstaltungsraum für seine Späße und Show-Einlagen benutzt. Der Hundekopf ist eine dem Bandlogo nachempfundene große Stoffmaske. Der „verrückte Hund“ ist auch auf fast allen Plattencovern in Szene gesetzt, und nicht ganz zufällig heißt eine der häufigsten Hundekrankheiten, die Staupe, auf Lateinisch canine distemper.
Neben unzähligen Konzerten in Russland führten sie einige Touren auch durch Westeuropa. Sie haben bis dato 15 Alben veröffentlicht.

## Diskografie
Alben
- 1995: Город
- 1999: Ой ду-ду
- 1999: Face Control
- 2000: Ska Punk Шпионы
- 2000: Мы Сегодня С Баем
- 2000: Ну, Всё!
- 2001: Доброе Утро
- 2001: Hi, Good Morning
- 2002: Внатуре! Алё!! Хорош!!!
- 2003: Нам По...!
- 2003: Distemper (2) / The Know How - Ska Punk Party
- 2004: Distemper
- 2005: Подумай Кто Твои Друзья
- 2006: Tarakany!* / Distemper (2) - Если Парни Объединятся
- 2007: Мир Создан Для Тебя
- 2008: My Underground
- 2009: Всё Или Ничего
- 2013: Гордость Вера Любовь
- 2014: 25
- 2017: Мир, Разделённый Пополам
- 2021: Чистые души

Singles und EPs
- 1994: Каждому Своё (MC)
- 1999: Spitfire / Distemper (Split-EP)
- 2010: Получить Ответ
- 2011: Я Умираю Для Тебя
- 2014: Siberian Meat Grinder / Distemper - Fire in Heart  (Single)

Kompilationen
- 2003: Путеводитель По Русскому Року
- 2005: MP3
- 2004: XV
- 2018: Best of Brass Time

DVDs
- 2015: 25 Years Anniversary Live in Moscow and St. Petersburg